# Ейтенз Тауншип (округ Кроуфорд, Пенсільванія)
Ейтенз Тауншип (англ. Athens Township) — селище (англ. township) в США, в окрузі Кроуфорд штату Пенсільванія. Населення — 636 осіб (2020).

## Демографія
Згідно з переписом 2010 року, у селищі мешкали 734 особи в 285 домогосподарствах у складі 217 родин. Було 347 помешкань
Расовий склад населення:
| - 98,6 % — білих - 0,5 % — корінних американців - 0,5 % — чорних або афроамериканців |

До двох чи більше рас належало 0,3 %. Частка іспаномовних становила 0,7 % від усіх жителів.
За віковим діапазоном населення розподілялося таким чином: 20,2 % — особи молодші 18 років, 63,3 % — особи у віці 18—64 років, 16,5 % — особи у віці 65 років та старші. Медіана віку мешканця становила 44,7 року. На 100 осіб жіночої статі у селищі припадало 103,9 чоловіків;  на 100 жінок у віці від 18 років та старших — 104,2 чоловіків також старших 18 років.
Середній дохід на одне домашнє господарство  становив 56 988 доларів США (медіана — 53 917), а середній дохід на одну сім'ю — 64 973 долари (медіана — 56 776). Медіана доходів становила 41 417 доларів для чоловіків та 26 339 доларів для жінок. За межею бідності перебувало 6,8 % осіб, у тому числі 5,8 % дітей у віці до 18 років та 11,0 % осіб у віці 65 років та старших.
Цивільне працевлаштоване населення становило 348 осіб. Основні галузі зайнятості: виробництво — 28,4 %, освіта, охорона здоров'я та соціальна допомога — 22,1 %, транспорт — 11,2 %, роздрібна торгівля — 5,5 %.